# 卡莱维·拉萨
卡莱维·拉萨（芬蘭語：Kalevi Rassa，1936年2月3日—1963年10月24日），芬兰男子冰球运动员，场上位置是前锋。他曾代表芬兰国家队参加1960年冬季奥林匹克运动会冰球比赛，获得第7名。